# 薩福德 (阿拉巴馬州)
薩福德（英語：Safford）是一個位於美國阿拉巴馬州達拉斯縣的非建制地區。該地的面積和人口皆未知。

## 地理
薩福德的座標為32°17′17″N 87°22′17″W / 32.28805°N 87.37138°W，而該地最高點為海拔高度70米（即230英尺）。